# Merops mentalis
A Merops mentalis a madarak osztályának a szalakótaalakúak (Coraciiformes) rendjéhez, ezen belül a gyurgyalagfélék (Meropidae) családjához tartozó faj.

## Rendszerezése
A fajt Jean Cabanis német ornitológus írta le 1889-ben. Besorolása vitatott, egyes szervezetek szerint a zafírgyurgyalag (Merops muelleri) alfaja Merops muelleri mentalis néven.

## Előfordulása
Nyugat- és Közép-Afrikában, Elefántcsontpart, Ghána, Guinea, Kamerun, Libéria, Nigéria és Sierra Leone területén honos. 
Természetes élőhelyei a szubtrópusi és trópusi síkvidéki esőerdők, valamint szántóföldek és másodlagos erdők. Állandó, nem vonuló faj.

## Természetvédelmi helyzete
Az elterjedési területe nagy, egyedszáma viszont gyorsan csökkenő. A Természetvédelmi Világszövetség Vörös listáján mérsékelten fenyegetett fajként szerepel.